# Caltoris
Caltoris är ett släkte av fjärilar. Caltoris ingår i familjen tjockhuvuden.

## Dottertaxa tillCaltoris, i alfabetisk ordning[1]
- Caltoris aurociliata
- Caltoris austeni
- Caltoris belli
- Caltoris beraka
- Caltoris boisduvalii
- Caltoris bromus
- Caltoris brunnea
- Caltoris caere
- Caltoris cahira
- Caltoris canaraica
- Caltoris cara
- Caltoris carina
- Caltoris carna
- Caltoris chimdroa
- Caltoris confuciana
- Caltoris confusa
- Caltoris cormasa
- Caltoris credula
- Caltoris dravida
- Caltoris elongata
- Caltoris fallacina
- Caltoris fusca
- Caltoris givanna
- Caltoris gyas
- Caltoris hasoroides
- Caltoris hilda
- Caltoris javana
- Caltoris jolanda
- Caltoris kalparia
- Caltoris kumara
- Caltoris lanka
- Caltoris malaya
- Caltoris mehavagga
- Caltoris moolata
- Caltoris moorei
- Caltoris mormo
- Caltoris mumon
- Caltoris nirwana
- Caltoris onchisa
- Caltoris philippina
- Caltoris plebeia
- Caltoris ranrunna
- Caltoris reducta
- Caltoris robusta
- Caltoris seriata
- Caltoris sirina
- Caltoris sirius
- Caltoris sodalis
- Caltoris subfenestrata
- Caltoris subviridis
- Caltoris tenuis
- Caltoris tulsi
- Caltoris yanuca
- Caltoris yatesi